# Marlene (cantante)
Marlene, pseudonimo di Victoria Bonaiuti Delfino dos Santos, nata Victoria Bonaiuti de Martino (San Paolo, 22 novembre 1922 – Rio de Janeiro, 13 giugno 2014), è stata una cantante e attrice brasiliana.
Il nome d'arte è un omaggio a Marlene Dietrich.

## Biografia
Nacque da genitori italiani, ultima di tre sorelle.
Il suo primo amore fu il cinema: già negli anni 40 partecipò a film di successo. Nel decennio seguente ebbe inizio la sua carriera musicale, che l'avrebbe poi vista incidere oltre 4.000 canzoni in quasi mezzo secolo: fu una delle regine della cosiddetta "epoca d'oro della radio brasiliana". Godette sempre di grandissimi consensi nel suo Paese ma riuscì anche ad affermarsi negli Stati Uniti e in Europa, specie in Francia, dove venne lanciata da Édith Piaf.
Come attrice si produsse soprattutto in teatro e sul grande schermo: fu anche ingaggiata in alcune telenovelas, tra le quali O amor è nosso, dove lavorò con Fábio Jr., Myrian Rios e Tonia Carrero.
Morì nel 2024 a causa di una polmonite. 

## Vita privata
Dal matrimonio con l'attore Luis Delfino, terminato con un divorzio, ebbe un figlio, Sergio Henrique.

## Nella cultura di massa
- L'attrice Rita Elmôr ha dato volto a Marlene nella miniserie Dalva e Herivelto: Uma Canção de Amor, incentrata sulle figure di Dalva de Oliveira e Herivelto Martins.

## Discografia essenziale
- Marlene apresenta sucessos de Assis Valente (1956) Sinter LP
- Vamos cantar com Marlene (1957) Sinter LP
- Explosiva (1959) Odeon LP
- Caixinha de saudade (1960) Odeon LP
- Sassuarê (1963) Continental LP
- Carnavália-Eneida conta a história do carnaval Vol. 1 (1968) MIS LP
- Carnavália-Eneida conta a história do carnaval Vol. 2 (1968) MIS LP
- É a maior (1969) RGE/Fermata LP
- VII Festival Internacional da Canção Popular (1972) Som Livre LP
- Na transa do carnaval (1973) RCA Victor LP
- Quando as escolas se encontram (1973) RCA Camden LP
- MPB-Grandes Autores/Monsueto (1973) RCA Camden LP
- Convocação geral (1973) Som Livre LP
- Botequim (1973) RGE LP
- Estas dão audiência (1974) Odeon LP
- Carnaval de todos os tempos (1974) Continental LP
- Te pego pela palavra (1974) Odeon LP
- O dinheiro na música popular (1976) V. SOM LP
- Marlene-Os ídolos da MPB nº 18 (1976) Continental LP
- 40 anos de Rádio Nacional (1976) Phillips LP
- Prazer em conhecê-lo (1976) PA LP
- Antologia da marchinha (1977) Phonogram LP
- Os ídolos da MPB-Vol. 26 (1977) LP
- As Rainhas do rádio (1979) Bandeirantes Discos LP
- Ópera do malandro (1979) Phonogram LP
- 100 anos de MPB. Vol. III (1979) Tapecar/Projeto Minerva LP
- 100 anos de MPB-Vol. IV (1979) Tapecar/Projeto Minerva LP
- Os melhores sambas enredo (1979) Gala LP
- Há sempre um nome de mulher (1987) LBA/Pronave? Banco do Brasil LP
- Os ídolos do rádio VII (1988) Collector's LP
- Marlene, meu bem (1996) Revivendo CD
- Estrela da manhã (1998) Leblon Records CD

## Filmografia

### Telenovelas
- Bandeira 2 (1971)
- O Amor É Nosso (1981)
- Viver a vida (1984)
- La scelta di Francisca (Chiquinha Gonzaga, 1999)

### Cinema
- Corações sem Piloto (1944)
- Loucos por Música (1945)
- Pif-Paf (1946)
- Caídos do Céu (1946)
- Esta É Fina (1948)
- Pra Lá de Boa (1949)
- Caminhos do Sul (1949)
- Todos por Um (1950)
- Um Beijo Roubado (1950)
- Tudo Azul (1952)
- Balança, Mas Não Cai (1953)
- Matar ou Correr (1954)
- Adiós, Problemas (1955)
- O Cantor e o Milionário (1958)
- Quem Roubou Meu Samba? (1959)
- Carnaval Barra Limpa (1967)
- A Volta do Filho Pródigo (1978)
- Profissão Mulher (1982)